# Statuit ei Dominus
Statuit ei Dominus est une œuvre pour chœur mixte et orchestre à cordes écrite par Arvo Pärt, compositeur estonien associé au mouvement de musique minimaliste.

## Historique
Composée en 1990, cette œuvre est une commande pour la célébration du 600e anniversaire de la Basilique San Petronio à Bologne. L'œuvre est dédiée à la Cappella Musicale San Petronio et à l'organiste Liuwe Tamminga.

## Discographie
- Sur le disque Adam's Lament par le Chœur de la radio lettone dirigé par Tõnu Kaljuste chez ECM Records, 2012.